# Brownacris haackei
Brownacris haackei är en insektsart som beskrevs av Brown, H.D. 1972. Brownacris haackei ingår i släktet Brownacris och familjen gräshoppor. Inga underarter finns listade i Catalogue of Life.